# Nerva (kommun)
Nerva är en kommun i Spanien.   Den ligger i provinsen Provincia de Huelva och regionen Andalusien, i den sydvästra delen av landet, 400 km sydväst om huvudstaden Madrid. Antalet invånare är 5 766. Arean är 55 kvadratkilometer.
Terrängen i Nerva är kuperad åt nordost, men åt sydväst är den platt.